# Florín

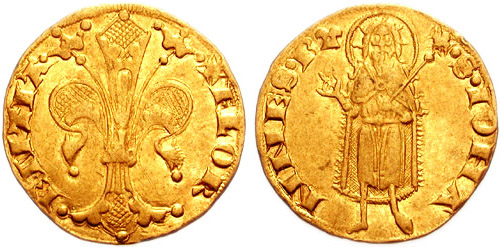
Florín de oro de Florencia de 1340 con la flor de lis y San Juan Bautista.

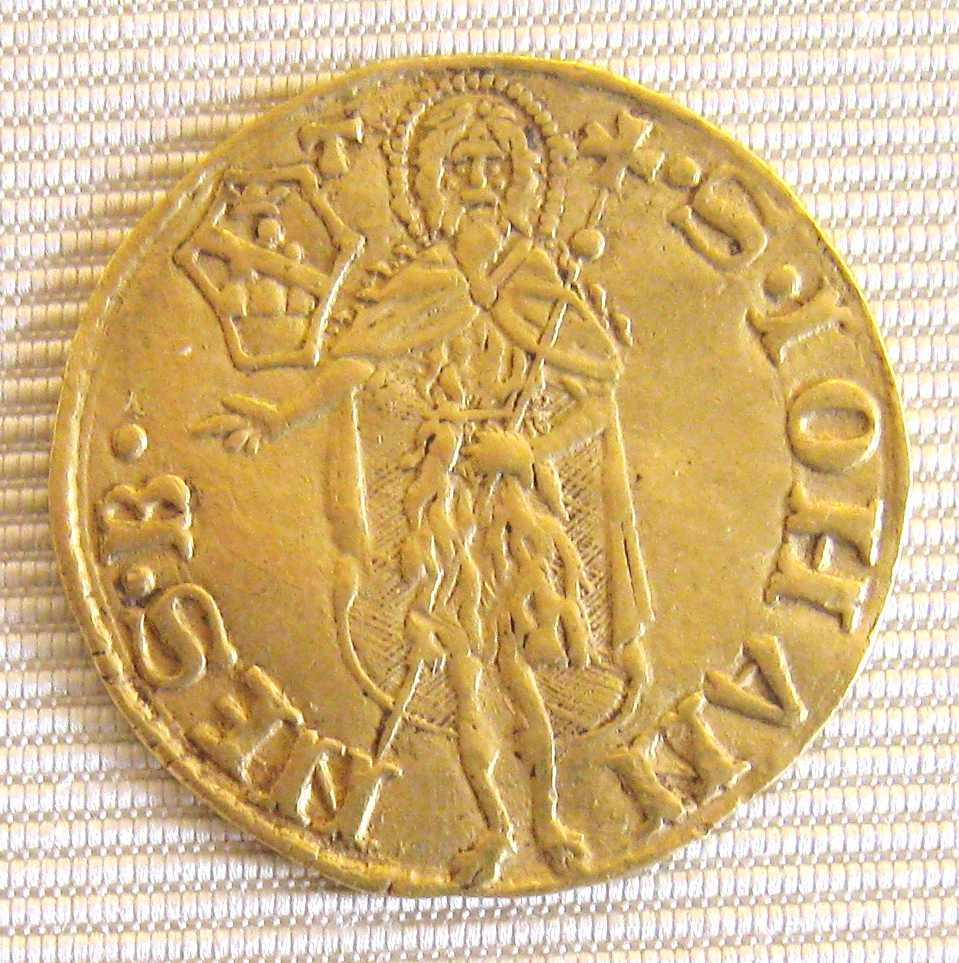
Reverso de un florín con otra representación de San Juan Bautista, protector de Florencia.

El florín (fiorino d'oro en italiano) fue una moneda medieval emitida en Florencia desde 1252, que se convirtió en la moneda de oro de referencia en Europa en los siglos XIII, XIV y XV.

## Historia
A mediados del siglo XIII la República de Florencia era una potencia mercantil y económica en el Mediterráneo. Para consolidar su poder comercial comenzó a acuñar una moneda de alto valor que pudiera sustituir a las piezas de oro que habían sido la referencia internacional hasta el siglo XII: el sólido bizantino y el dinar islámico.
El florín de Florencia fue una moneda de oro cuya tipología fue muy homogénea, incluso en las imitaciones posteriores que de ella hicieron (debido a su éxito) en toda Europa, notablemente en la Corona de Aragón, donde Pedro IV el Ceremonioso empezó a acuñar el florín aragonés. Esta fue, en el anverso, la flor de lis, emblema parlante de Florencia, con la leyenda FLORENTIA y en el reverso, el patrón de esta república italiana, San Juan Bautista, en actitud de bendecir con nimbo y un báculo apoyado en su hombro izquierdo y superado con cruz, con la inscripción S.(anctus) IOHANNES B.(aptista).
El prestigio del florín florentino se debió en gran medida a la constancia de su peso y la pureza de su ley. Se trataba de una moneda muy valorada por su peso de 3,5 gramos de oro de casi 24 quilates, la más alta ley de las monedas de esta época.
Su valor era de veinte sueldos (solidus), pero la calidad insuperable hizo que solo veinte años tras su primera emisión ya valiera treinta sueldos. Tanta fue su estimación que el florín pronto se erigió como moneda de cuenta en toda Europa. Hasta finales del siglo XIII fue ganando en valor y prestigio, que comenzó a decaer con la crisis monetaria del siglo XV y la aparición de imitaciones de menor calidad en el resto de Europa.
En el siglo XIV era la moneda modelo en Occidente, y comienzan las acuñaciones de florines que mantienen su tipología e iconografía en Alemania, Inglaterra, Francia, los Países Bajos, Portugal, Suecia, Polonia, Rusia y Aragón, donde se denominó Florín de Aragón. Excepto en Francia (donde la imagen del Bautista fue sustituida por el blasón de la Casa de Anjou y Jerusalén), todas las imitaciones utilizaron la misma tipología, solo sustituyendo la leyenda de Florencia por la del reino donde se emitían. Pronto se redujo la ley de estos florines, sobre todo el de Aragón, a 18 quilates, y se produjeron mermas en el peso con respecto a los florines originales, lo que acabó produciendo un desprestigio del florín que, en el siglo XV, fue sustituido como moneda de oro de referencia por el ducado de Venecia.

## La acuñación
La acuñación del florín se realizaba inicialmente en los locales del Palazzo Vecchio y, posteriormente, en la Torre della Zecca Vecchia. Se utilizaban martillos accionados por la fuerza del agua (el arroyo Scheraggio en la primera sede y el río Arno en la segunda). Ocasionalmente, si el martillo no estaba perfectamente ajustado, al impactar sobre el cuño, la impresión no quedaba exactamente centrada, lo que generaba un borde de oro sobrante que podía ser recortado, conocido como la "calìa", reduciendo así el peso de la moneda. Para evitar que las monedas fueran "calìate" y garantizar un peso constante, los oficiales verificaban el peso de cada florín, reuniendo los ejemplares recalculados en pequeñas bolsas selladas. Estas monedas eran los "fiorini di suggello", garantizados tanto en su aleación como en su peso. Las penas severas contra los falsificadores, los controles constantes y la estabilidad de la aleación convirtieron al florín en una de las monedas de oro más estables y apreciadas de Europa entre la Edad Media y el Renacimiento. La efigie de San Juan Bautista servía, en cierto modo, como garantía de autenticidad y valor de la moneda.